# Aabar Investments
Die Aabar Investments PJS (arabisch آبار للاستثمارات, DMG Ābār li-l-istiṯmārāt; vormals Aabar Investments PJSC) war eine Investmentgesellschaft mit Sitz in Abu Dhabi, der Hauptstadt der Vereinigten Arabischen Emirate. Aabar ist 2017 in Mubadala Investment aufgegangen.

## Geschichte
Im März 2005 haben die beiden Staatsfonds Abu Dhabi Investment Authority (ADIA) und Mubadala Development Company (MDC) und der Ölmanager Suhail Faris Mazroui die Holding Aabar Energy PJSC gegründet, die zunächst in die Öl- und Gasindustrie investieren sollte. Aus dem Börsengang konnte die Aabar Energy PJSC ca. 250 Mio. Dollar erlösen. 
Im Juli 2005 wurde die Dalma Energy für 100 Millionen US-Dollar erworben. Anfang 2006 wurde die Pearl Energy für 550 Millionen US-Dollar erworben. Dafür wurde eine islamische Anleihe (Sukuk) über Millionen US-Dollar aufgelegt. Dalma Energy schloss Anfang 2007 einen Ölfördervertrag mit Algerien ab und begann mit der Ölförderung in Indonesien.
Im Juli 2007 wurde Dalma Energy für 446 Millionen US-Dollar und im Mai 2008 wurde Pearl Energy für 833 Millionen Euro an den Staatsfonds Mubadala Development Company verkauft. Danach wurde Abar Energy in Aabar Investments PJSC umbenannt.
Im September 2008 schlossen Aabar Energy PJSC und die International Petroleum Investment Company (IPIC) einen Kaufvertrag, wonach IPIC Wandelanleihen (englisch mandatory convertible bonds) über 6,68 Milliarden AED (etwa 1,41 Milliarden Euro) erwirbt. Nach Umwandlungen vom Februar 2009 bis zum 23. März 2009 hielt die IPIC 71 Prozent an der Aabar.
Per 31. Dezember 2014 hielt IPIC 98,32 % der Anteile an Aabar. IPIC fusionierte 2017 mit  Mubadala Development Company zu Mubadala Investment.

### Beteiligungen
im Automobilbereich und Motorsport
Im Zuge der Finanzkrise erwarb Aabar im März 2009 für 1,95 Milliarden Euro Anteile von 9,1 Prozent an der Daimler AG. Im Rahmen dieser strategischen Partnerschaft erfolgte auch eine Beteiligung am Mercedes AMG F1 Team. Im Juli 2009 kaufte Aabar im Rahmen einer strategischen Partnerschaft von der Daimler AG 40 % ihrer 10%igen Beteiligung an Tesla Motors. Im Juni 2012 zog sich Aabar auf Wunsch von Daimler aus dem Joint Venture mit Tesla zurück. Im Oktober 2012 gab Daimler bekannt, dass Aabar keine physischen Aktien mehr halte, sondern nur noch Zugriffsrechte auf Papiere; dem bisherigen Großaktionär seien Cash-Settled Options auf 12,75 % aller Daimler-Aktien zuzurechnen. Im November 2012 verkaufte Aabar den 40%igen Anteil am Mercedes AMG F1 Team an Daimler.
Beteiligungen an europäischen Finanzdienstleistungsunternehmen
Am 25. Juni 2010 gab Aabar bekannt, dass sie mittels ihrer hundertprozentigen Tochtergesellschaft Aabar Luxembourg 4,99 % an der Unicredit Group erworben hat. Aabar ist Eigentümer der Falcon Private Bank in Zürich, die unter anderem an der bank zweiplus beteiligt ist.
Beteiligungen im Rohstoffsegment
Im Mai 2011 beteiligte sich Aabar beim Börsengang des Schweizer Rohstoffkonzerns Glencore International und wurde dessen größter Einzelaktionär. Im November 2012 wurde bekannt, dass Aabar mehr als 392 Millionen Dollar des 1-Milliarde-Dollar-Investments abgeschrieben hat.

### Werbepartnerschaften
Ab September 2011 war Niki Lauda Markenbotschafter von Aabar und trug das Unternehmenslogo auf seiner Kappe.